# Bùi Thành Nhơn
Bùi Thành Nhơn (sinh năm 1958) là một tỷ phú người Việt Nam. Năm 2016, ông trở thành tỉ phú thứ 3 tại Việt Nam, sau Phạm Nhật Vượng và Trịnh Văn Quyết. Ông hoạt động trong ngành bất động sản, là Chủ tịch Hội đồng quản trị Tập đoàn Novaland. Ông khởi nghiệp từ ngành kinh doanh thuốc thú y.

## Xuất thân
Ông sinh năm 1958 tại xã Long Khánh, quận Hồng Ngự, tỉnh Kiến Phong.

## Giáo dục
Ông có trình độ học vấn là cử nhân ngành chăn nuôi thú y và cử nhân quản trị kinh doanh cao cấp (tốt nghiệp HSB Tuck School of Business tại Dartmouth, Hanover, Đức).

## Sự nghiệp
Từ năm 1981 đến năm 1983, ông công tác tại Phòng Nông nghiệp Ủy ban nhân dân huyện Nhà Bè, Thành phố Hồ Chí Minh.
Từ năm 1983 đến năm 1992, ông công tác tại Công ty Vật tư Chăn nuôi Thú y cấp I, TPHCM.
Năm 1992, ông khởi nghiệp kinh doanh thuốc thú y. Ông thành lập Công ty Trách nhiệm hữu hạn Thương mại Thành Nhơn với số vốn điều lệ 400 triệu đồng để kinh doanh thuốc thú y, nguyên liệu dược, hóa chất.
Năm 2007, Công ty Trách nhiệm hữu hạn Thương mại Thành Nhơn được tái cấu trúc thành hai đơn vị là Công ty cổ phần Anova và Công ty cổ phần Tập đoàn Đầu tư Địa ốc No Va (Novaland).
Novaland hoạt động chính trong lĩnh vực bất động sản với mức vốn điều lệ ban đầu là 95.3 tỷ đồng. Ông giữ chức Chủ tịch Hội đồng quản trị Novaland.
Sau 12 lần tăng vốn, đến tháng 11 năm 2016, Novaland có vốn điều lệ là gần 5962 tỉ đồng.
Ngày 28 tháng 12 năm 2016, Novaland chính thức niêm yết trên thị trường chứng khoán Việt Nam với mã số chứng khoán "NVL" tại sàn chứng khoán Thành phố Hồ Chí Minh (HOSE), giá niêm yết là 50.000 đồng/cp, tổng 589,4 triệu cổ phiếu. Với mức giá này, vốn hoá của Novaland ngay khi lên sàn là 29.500 tỷ đồng (khoảng 1,3 tỷ USD), trở thành doanh nghiệp bất động sản lớn thứ 2 trên thị trường chứng khoán Việt Nam, chỉ sau Vingroup. Bùi Thành Nhơn trở thành người giàu thứ 4 trên sàn chứng khoán Việt Nam, sau Phạm Nhật Vượng, Trịnh Văn Quyết, và Trần Đình Long (Chủ tịch Tập đoàn Hòa phát HPG).
Ông còn nắm các chức vụ khác như: Chủ tịch HĐQT Công ty CP Đầu tư Địa Ốc No Va; Chủ tịch HĐQT Công CP Novagroup; Chủ tịch HĐQT Công ty CP Diamond Properties; Chủ tịch HĐQT Công ty CP Anova Corp; Chủ tịch HĐQT Công ty Liên Doanh Bio-Pharmachemie; Chủ tịch HĐQT Công ty CP Nova Mclub; Chủ tịch Hội đồng Thành viên Công ty TNHH Một thành viên Novagroup Leadership Center.
Ngày 24 tháng 4 năm 2017, ông trở thành tỉ phú USD thứ 3 trên thị trường chứng khoán Việt Nam, với tài sản 1,3 tỉ USD. Lúc này, ông nắm giữ 151 triệu (25,7%) cổ phần Novaland, con trai ông là Bùi Cao Nhật Quân nắm 26,4% cổ phần Novaland.

## Gia đình
Ông đã kết hôn với bà Cao Thị Ngọc Sương. Ông bà có hai con, trong đó một con trai tên là Bùi Cao Nhật Quân, sinh năm 1982  và Bùi Cao Ngọc Quỳnh